# Jersey All-Pro Wrestling
Jersey All Pro Wrestling (JAPW) é uma promoção de wrestling profissional estadunidense, situada em Nova Jérsei. Foi fundada em 19 de Abril de 1997 por Frank Iadeavia.

## Atuais campeões
| Campeonato                          | Campeão(ões)                                           | Data                   | Local      |
| ----------------------------------- | ------------------------------------------------------ | ---------------------- | ---------- |
| JAPW Heavyweight Championship       | BLK Jeez                                               | 12 de novembro de 2016 | Rahway, NJ |
| JAPW Tag Team Championship          | Strong Style Thugz/Outlaws (Eddie Kingston e Homicide) | 14 de abril de 2012    | Rahway, NJ |
| JAPW Light Heavyweight Championship | Archadia                                               | 12 de novembro de 2016 | Rahway, NJ |
| JAPW Women's Championship           | LuFisto                                                | 21 de outubro de 2017  | Rahway, NJ |